# Битка при Скафида
Битката при Скафида се провежда през 1304 г. близо до Порос (Бургас), България. В резултат на нея България преодолява кризата от края на 13 век и постига вътрешна стабилност и си възвръща по-голямата част от Тракия. За известно време след това Византия не представлява сериозна опасност за България.

## Причини
Когато Теодор Светослав е коронован за български цар през 1300 г., той търси отмъщение за татарските атаки срещу държавата в предишните 20 години. Предателите са наказани първи, включително патриарх Йоаким III, който е обвинен за подпомагане на врага на короната. След това Светослав се обръща срещу Византия, която подтиква татарските атаки и овладява много крепости в Тракия. През 1303 г. неговата армия се отправя на юг и си възвръща много градове. На следващата година византийците контраатакуват и двете армии се срещат близо до река Скафида.

## Битка
Византийците имали предимство в началото и успели да притиснат българите към реката. Но увлечени в преследването на отстъпващите български войници, те се струпали на един мост, който се срутил. Реката била дълбока на това място и много византийци се удавили, ромейската войска изпаднала в паника, което обърнало хода на битката и спомогнало за победата на българите.

## Последици
След битката при река Скафида император Андроник II бил принуден да върне на България няколко черномоски града и да даде за съпруга на Светослав Тертер внучката си – Теодорa
|  | Тази страница частично или изцяло представлява превод на страницата Battle of Skafida в Уикипедия на английски. Оригиналният текст, както и този превод, са защитени от Лиценза „Криейтив Комънс – Признание – Споделяне на споделеното“, а за съдържание, създадено преди юни 2009 година – от Лиценза за свободна документация на ГНУ. Прегледайте историята на редакциите на оригиналната страница, както и на преводната страница, за да видите списъка на съавторите. ВАЖНО: Този шаблон се отнася единствено до авторските права върху съдържанието на статията. Добавянето му не отменя изискването да се посочват конкретни източници на твърденията, които да бъдат благонадеждни. |